# Los rubios (película)
Los rubios es una película documental argentina-estadounidense que dirigió Albertina Carri, con guion escrito por ella, que se estrenó el 23 de octubre de 2003 y cuyo intérprete principal fue la actriz Analía Couceyro. Contó además con la participación de Albertina Carri, Santiago Giralt, Jesica Suárez y Marcelo Zanelli actuando como ellos mismos.

## Sinopsis
El filme trata sobre las memorias de la directora respecto de sus padres Roberto Carri y Ana María Caruso que luego de vivir en la clandestinidad durante la dictadura militar iniciada en Argentina en 1976 fueron secuestrados y permanecen desaparecidos. La directora se vale de fragmentos, fantasías, relatos, fotos y hasta muñecos Playmobil en un relato que enfoca al pasado y se proyecta en el presente. Un equipo de filmación que por momentos aparece en cámara y una actriz completan la construcción del universo fracturado en que la protagonista descubre una y otra vez lo imposible de la memoria.

## Reparto
- Analía Couceyro ... Albertina Carri
- Albertina Carri ... Ella Misma
- Santiago Giralt ... Él Mismo
- Jesica Suárez ... Ella Misma
- Marcelo Zanelli ... Él Mismo

## Críticas
En la nota crítica de Cineísmo se expresa que Albertina Carri propone en su película “desandar los senderos de la memoria, recorrer los vericuetos en los que nos envuelve, detenerse en las grietas abiertas entre el pasado y el presente, aceptar lo que se recuerda, tanto como lo que se olvida o se reinventa.” Esta invitación a reflexionar sobre la construcción de la propia identidad –la suya, la de toda una sociedad– la realiza a partir de una ausencia: la de sus padres, desaparecidos y asesinados por la última dictadura militar argentina pero sin narrar su vida ni su desaparición. Para eso “la película no apuesta a narrar El Pasado, lejano e intocable, sino que más bien decide interpelar ese pasado, confrontarlo con y desde el presente, desde lo que implica para la joven Carri como persona, mujer, hija, directora de cine”. Más que la búsqueda de información sobre los hechos concretos , hay un recorrido por todos los posibles caminos del mundo de la memoria.
Al realizar una película sobre la realización de una película -pues se pone al descubierto el artificio (los mecanismos de construcción)- la directora comienza a jugar en tres niveles: realidad, ficción y documental. Como los espacios en blanco, los huecos de la memoria y los vacíos, la narración está fragmentada y aparentemente desestructurada. Se van intercalando los relatos de los hechos del pasado con algunas lecturas y fotos; los testigos de esos años, amigos y vecinos, con los lugares que habitaron como la casa o el campo; la representación de sensaciones y temores reales o imaginarios de la infancia con los integrantes del equipo de filmación, los ensayos y las tomas... 
Gracias a la utilización de diferentes recursos estéticos y de puesta en escena: el color y el blanco y negro, la utilización de televisores y voces en off, la animación de muñecos Playmobil, las pelucas rubias con las que los miembros del equipo se “disfrazan“ de esos Carri que inventó la memoria, las capas de sentido se van multiplicando en la película. La actriz Analía Couceyro representa a Albertina Carri y lo enuncia: “Soy Analía Couceyro y en esta película represento a...”. Esto distancia al espectador, evita su identificación directa con la realizadora (con su dolor) y habilita, una vez más, la reflexión. Al desdoblarse, sin embargo, Carri es más protagonista que nadie y su compromiso con lo que está contando es aún mayor, porque narra en primera persona por dos: cuando Couceyro es Carri y cuando Carri le dice cómo hacer de sí misma. Así se llega a un final próximo a una mirada esperanzadora y de cara al futuro, sin perder de vista que todos somos hijos de una generación masacrada; con más preguntas que respuestas.
Diego Lerer en la crónica publicada en Clarín señala el discurso demasiado armado, demasiado monolítico de los testimonios de amigos y conocidos, del que surge compasión, reaseguro, algo muy alejado de lo que busca Carri, que es, finalmente, más que rearmar la historia de sus padres construir la propia.
En ciertas escenas Analía Couceyro representa a Carri y en otras en donde poner el cuerpo implica cuestiones morales de imposible evasión aparece ella misma.
Los vecinos del barrio donde secuestraron a los Carri son los que vieron (o crearon) a los rubios del título. Los rubios son los otros (los Carri, los militantes, los que no están, los desaparecidos, los que emigraron, los ausentes), y a partir de allí es que el filme se transforma en un viaje al encuentro de nuevos rubios, que no son otros que los que acompañan a Albertina en la búsqueda.
La escena clave en el filme, que sintetiza casi todo lo que hay en él, es –a juicio del crítico- cuando una compañera de cautiverio de la madre de Carri se niega a salir en cámara, pero le dibuja un plano del lugar donde ambas estuvieron encerradas. Lo que le llega al espectador es la versión rubia de esa escena: Couceyro (no Carri) dibuja en un papel lo que, suponemos, esta mujer no quiso (o no pudo) mostrar en cámara. La memoria como ficción, conformada por una serie de reflejos deformantes.
Los rubios “amplia el campo discursivo del cine político en la Argentina como ninguna película lo había hecho desde La hora de los hornos, un filme que, sin dudas, Carri cuestionaría hasta la médula, pero del que aplaudiría su honestidad intelectual. En estos tiempos en los que el pensamiento crítico más rancio y reaccionario ha invadido buena parte del espacio en los medios, es cuando se hace más que necesaria una película tan trascendente y esquiva como es Los rubios: una que se atreva a trabajar sobre el pasado (más que a celebrarlo insípidamente), a cuestionar el presente, y a ponerse una peluca del color que sea para enfrentar el futuro”.
Por otra parte, en el artículo La apariencia celebrada de Martin Kohan publicado en la revista cultural Punto de Vista en abril de 2004 se realiza un análisis del documental tomando como eje central de estudio a la memoria, pero no como máxima expresión de esta, sino que, construida a partir del olvido, la omisión y el aporte de terceros. Así, el autor manifiesta su posición sobre el distanciamiento que propone la directora y a la despolitización que, desde su concepción, se genera a partir del uso de la ficcionalización de su propia persona y de un hecho clave en su historia, en un filme que según su mirada pretende ser testimonial.
Dentro de la ficcionalización de Los Rubios, Analia Couceyro es la actriz que se reconoce como tal dentro del filme y que representa a Albertina Carri, la propia directora pero que, a su vez, ella también aparece en pantalla haciendo de ella misma. Kohan plantea que a partir de este recurso la película lleva a cabo cierto distanciamiento brechtiano evitando así que el público experimente la catarsis consecuencia de una identificación personal con la historia y los testimonios de esta. Esta técnica toma notoriedad con la presentación de la actriz identificándose como Analia Couceyro y afirmando que ella no es la verdadera Albertina Carri y que no vivió todo lo que está a punto de contar.
A su vez, el autor reconoce, que este mecanismo de representación doble no solo le permite a Carri hacer un análisis crítico de ella misma, sino que sumado a los demás elementos ficcionales le permite recrear y concebir a la memoria con cierto carácter ficcional, es decir, la memoria es en realidad, una construcción. En el filme se representa la memoria de una niña de tres años que construye sus recuerdos a partir de retazos que no logra reconocer completamente como propios, ajenos o inventados, o una suma de todos estos.
Por otra parte, Martin Kohan propone un análisis sobre la actitud de la actriz que les da la espalda a los testimonios de los compañeros militantes de los padres de Albertina. Esta actitud es analizada como un gesto de descortesía y desconsideración ya que además de despolitizar la vida de sus padres los despersonaliza, porque ante recuerdos y vivencias personales de estos, la actriz continúa dándoles la espalda, interpretando Kohan este comportamiento con signo de indiferencia. 
Sin embargo, la película logra hablar de una verdad, una verdad personal y sumamente vivida: la de una niña que creció sin sus padres y busca reconstruir su recuerdo. Pero este recuerdo, plantea la propia Carri, debe alejarse de la actitud militante y partidaria que manifiestan los compañeros de Roberto y Ana María. Ella ya la conoce puesto que lo viene escuchando desde que tiene diez años, por ello busca construir e indaga sobre aquella parte más humana y cotidiana de sus padres; eso que le hace falta y nunca tuvo, algo que ni siquiera conoce. 
La despolitización del hecho, así como el “desinterés” se profundiza, según Kohan, con la ficcionalización y representación en animación stop-motion del suceso de secuestro de los padres de Albertina. La recreación suprime la realidad de la violencia política, quitándole profundidad al hecho, reemplazando a los militares con ovnis, generando una homogeneidad que impide diferenciar entre buenos y malos pero que reconoce no le impide la representación del hecho atroz en sí mismo que es el secuestro. Sin embargo, Kohan considera la frivolización de esto como un riesgo mismo que estaría escondiendo una realidad más violenta. Noriega, escritor de “Estudio crítico sobre los rubios” retoma este análisis refutándolo y agregando la visión de la directora sobre el asunto. Para Norriega, Kohan comete el error de interpretar la escena aisladamente, siendo que está enmarcada entre las entrevistas de las vecinas que testimonian haber entregado a los padres de Albertina lo que coincidiría con la idea de la directora de la ambigüedad entre buenos y malos, no solo los militares son los malos y no todos los civiles los buenos, la línea entre los bandos no está separada por un abismo. Es incorrecto, según la visión de Norriega, de parte de Kohan intentar clasificar los personajes cuando la misma realidad cotidiana, como la memoria, que se intenta representar es ambigua. Además debe tenerse en cuenta que está caracterizada como el recuerdo de una niña de tres años cuya experiencia está construida por las memorias del resto y no por su propia atestiguación, los recuerdos nunca coincidirán con lo que verdaderamente sucedió.

## Premios
- 2003 Buenos Aires Festival Internacional de Cine Independiente

Premio del público a la mejor película, premio del jurado paralelo a la mejor Película Argentina, Mención especial del Jurado Oficial y Mención especial Signis. 
- 2010 FIPRESCI ARGENTINA seleccionada entre las 10 mejores películas de la década de 2000.

## El INCAA y la película
La directora explicó la actitud del Instituto Nacional de Cine y Artes Audiovisuales respecto de su petición de que la película fuera declarada “de interés”, lo que facilita su exhibición y comercialización, en estos términos: 

”Cuando presentamos el guion en el Incaa nos contestaron con una carta en la que explicaron que preferían no expedirse. Hubiese sido más honesto que contestaran que la película no les interesaba. Pero ellos dieron una cantidad de explicaciones siniestras como que la película merece ser filmada porque mis padres fueron dos intelectuales, etcétera, y por eso entendían que tenía que incorporar testimonios de sus amigos (algo que ya estaba en el guion), hablaban de rigor documental. Hicimos una nueva presentación y mientras esperábamos la respuesta, un comité de selección del festival vio la película y decidió incluirla en la competencia. Sólo en ese momento el Incaa nos dio el interés,”